# Hydrophorus incisicornis
Hydrophorus incisicornis är en tvåvingeart som beskrevs av Speiser 1910. Hydrophorus incisicornis ingår i släktet Hydrophorus och familjen styltflugor.
Artens utbredningsområde är Tanzania. Inga underarter finns listade i Catalogue of Life.